# Clara del Rey
Pour les articles homonymes, voir Del Rey.
Clara del Rey est une héroïne madrilène morte à 42 ans, lors du Soulèvement du Dos de Mayo (2 mai 1808), dans le Parc d'Artillerie de Moleón, où elle se trouvait pour encourager et aider les défenseurs en compagnie de son mari et de ses trois fils. Il semble qu'elle ait reçu un éclat d'obus au front.
Clara del Rey figure parmi les victimes du 2 mai identifiées dans les registres des Archives Municipales de Madrid, dans lesquels on a noté qu'elle « laisse deux fils célibataires », ce qui permet de supposer que dans le Parc de Moleón sont morts également son mari et un fils.
Elle fut enterrée au cimetière de la Buena Dicha, situé dans l'hôpital du même nom, aujourd'hui disparu et qui se trouvait à proximité de la Gran Vía de Madrid, entre les rues Libreros et Silva.
Sur la façade de l'église de la Buena Dicha (Calle de Silva,21), Clara del Rey a une plaque commémorative.